# Cassilândia (ort)
Cassilândia är en ort i Brasilien.   Den ligger i kommunen Cassilândia och delstaten Mato Grosso do Sul, i den södra delen av landet, 500 km sydväst om huvudstaden Brasília. Cassilândia ligger 475 meter över havet och antalet invånare är 18 497.
Terrängen runt Cassilândia är platt åt sydväst, men åt nordost är den kuperad.
Omgivningarna runt Cassilândia är huvudsakligen savann. Runt Cassilândia är det glesbefolkat, med 12 invånare per kvadratkilometer.